# Aures News
Aures News est une revue hebdomadaire régional publié en version papier et possède une version électronique en langue arabe, basée dans la ville de Batna en Algérie.